# 安娜区
安娜区（俄语：Аннинский район）是俄罗斯联邦沃罗涅日州下辖的一个区，其行政中心为安娜。据2016年统计，该区的人口为40403人。